# Guineu voladora de les Seychelles
La guineu voladora de les Seychelles (Pteropus seychellensis) és una espècie de ratpenat de la família dels pteropòdids. Viu a les Comores, Mayotte, les Seychelles i Tanzània. El seu hàbitat natural són els boscos humits tropicals primaris i secundaris, així com els boscos coral·lins. Es creu que no hi ha cap amenaça significativa per a la supervivència de l'espècie.